# Mundio
Nel diritto germanico, il mundio (in latino mundium) era un istituto del diritto consuetudinario longobardo, consistente nel potere di protezione del capofamiglia (mundualdo) sugli altri membri del gruppo familiare (la fara), e tra questi in particolare sulle donne, in cambio di vari tipi di sottomissione.
L'etimologia della parola, infatti, è da munt, che in tedesco significava "mano", ma anche difesa, protezione. Forse il termine tedesco deriva dal latino munire, cioè fortificare.

## Contenuto delmundio
Il mundio o mundiburdio consisteva nel potere del mundiburdo o mundualdo come tutore della donna.
 
I maschi di famiglia potevano emanciparsi dal mundio (una sorta di potestas analoga a quella esercitata dal paterfamilias) quando raggiungevano l'età adatta per usare le armi: in tal caso, diventavano selpmundi, cioè autonomi, in potestà propria, fuori dalla tutela del mundualdo.
La donna, invece, era assoggettata alla protezione del padre (da bambina), del marito (da donna) e del figlio o del maschio a lei più prossimo in famiglia (una volta vedova).

Nel caso di donne appartenenti ad un ordine religioso, il mundio andava alla Chiesa o al Re (supremo mundualdo).
Nessuna persona, e in particolare nessuna donna, poteva vivere nel regno longobardo al di fuori del mundio.

Nella Expositio ad Librum Papiensem (tramandata da un unico manoscritto conservato a Napoli, il Brancacciano) si legge: «Rotharis lex que est "Nulli muliere libere" a lege ista rumpitur, quia, licet sub mariti mundio non sit, mulier tamen iuxta hanc legem vendere, iuxta Pipini capitulum donare.

## Ilmundioe la capacità giuridica
La donna era permanentemente soggetta al mundio: così, il mundualdo autorizza i contratti della donna, che non può alienare o donare alcun bene senza il suo consenso; compie la desponsatio della donna e la consegna al marito all'atto del matrimonio; ne permette la monacazione; esercita su di lei un potere disciplinare, del quale non può però abusare.

All'atto del matrimonio, il marito acquisisce la potestà familiare sulla donna, ma non necessariamente il mundio; se vuole acquisirlo, deve comprarlo. Altrimenti il mundio resta nelle mani del padre della donna; esso può essere trasmesso per eredità (secondo l'Editto di Rotari), cosicché i figli possono acquisire il mundio sulla propria madre.
Il mundualdo difendeva la donna in giudizio (come avogadro o avvocazio), si batteva per lei in duello, dava la sua autorizzazione per la validità degli atti di obbligazione o di alienazione compiuti dalla donna stessa; il potere del mundualdo aveva senza dubbio dei risvolti patrimoniali notevoli.
Ancora nel secolo XVII, gli apprendisti, i garzoni e i domestici facevano generalmente parte della comunità domestica del datore di lavoro e godevano della sua protezione (ancora chiamata mundio); costui era tenuto a curarli in caso di malattia ed a sorvegliarne la condotta, eventualmente esercitando anche il diritto di punirli (come risulta, ad esempio, dagli statuti di Burgdorf del 1465, 1540 e 1622).